# Bầu cử sơ bộ tổng thống Hoa Kỳ
Một loạt các cuộc bầu cử sơ bộ tổng thống Hoa Kỳ là một trong những bước đầu tiên trong tiến trình bầu lên Tổng thống Hoa Kỳ. Có hai hình thức bầu cử mà tiếng Việt tạm gọi chung là bầu cử sơ bộ. Hình thức thứ nhất chiếm đa số và cũng có tên gọi là bầu cử sơ bộ (tiếng Anh: Presidential primary) được chính quyền địa phương và tiểu bang thực hiện ở những nơi không có hình thức bầu cử thứ hai gọi là caucus – đó là một cuộc họp Đảng phái chính trị tại địa phương (mỗi quận có một caucus cho mỗi Đảng) để chọn ra ứng cử viên trong Đảng của mình. Nói chung, bầu cử sơ bộ được tiến hành ở mỗi tiểu bang dưới một trong hai hình thức này để định đoạt ứng cử viên tổng thống nào của mỗi Đảng sẽ được tiểu bang đó ủng hộ tại các đại hội Đảng toàn quốc. Trong đại hội Đảng toàn quốc của mỗi Đảng sau đó, một ứng cử viên duy nhất sẽ được chính thức đề cử từ trong Đảng của mình để ra tranh cử Tổng thống Hoa Kỳ.

## Tiến trình
Mỗi Đảng phái chính trị tại Hoa Kỳ sẽ chính thức chọn ra ứng cử viên tổng thống trong kỳ đại hội Đảng toàn quốc của mỗi Đảng, thường thường là vào mùa hè trước kỳ bầu cử tổng thống. Tùy thuộc vào luật tiểu bang, khi các cử tri bỏ phiếu cho một ứng viên trong cuộc bầu cử sơ bộ, thực ra họ chỉ bỏ phiếu để đưa các đại biểu đến các đại hội Đảng toàn quốc là nơi chọn ra ứng viên tổng thống sau cùng thuộc Đảng chính trị đó. Cả hai Đảng chính trị lớn nhất là Đảng Dân chủ và Đảng Cộng hòa cũng có chọn ra các siêu đại biểu nằm ngoài hệ thống bầu cử sơ bộ. Các siêu đại biểu này cùng với các đại biểu từ các tiểu bang sẽ chọn ra ứng viên tổng thống cuối cùng của Đảng trong kỳ đại hội Đảng toàn quốc của mỗi Đảng.
Trong những kỳ bầu cử vừa qua, ứng viên cuối cùng được chọn thường rất nỗi danh trước khi đại hội Đảng thật sự khai mạc. Lần cuối cùng mà một ứng viên của Đảng chưa được rõ ràng trước đại hội Đảng là vào lần Bầu cử Tổng thống Hoa Kỳ năm 1976 khi tổng thống đương nhiệm Gerald Ford thắng sít sao trước Ronald Reagan qua các cuộc bầu cử sơ bộ.

### Lịch trình bầu cử sơ bộ
Vận động tranh cử tổng thống thường bắt đầu một năm trước khi có cuộc bầu cử sơ bộ tại tiểu bang New Hampshire và gần như hai năm trước Bầu cử tổng thống Hoa Kỳ.
Năm 2008, cả hai Đảng Cộng hòa và Dân chủ đã dời bầu cử sơ bộ hình thức "caucus" tại Nevada sang 19 tháng 1, sớm hơn theo truyền thống. Phản ứng tiếp theo là các tiểu bang khác cũng dời ngày bầu cử sơ bộ của họ trong năm 2008, tạo nên một loạt thay đổi. Các ngày bầu cử cập nhật hiện tại và bao gồm ngày Siêu thứ ba (Super Tuesday) là:
- 3 tháng 1 — Bầu cử hình thức Causus tại Iowa
- 5 tháng 1 — Bầu cử hình thức Causus của Đảng Cộng hòa tại Wyoming
- 8 tháng 1 — Bầu cử sơ bộ tại New Hampshire
- 15 tháng 1 — Bầu cử sơ bộ tại Michigan
- 19 tháng 1 — Bầu cử hình thức Causus tại Nevada/ Bầu cử sơ bộ của Đảng Cộng hòa tại Nam Carolina
- 26 tháng 1 — Bầu cử sơ bộ của Đảng Dân chủ tại Nam Carolina
- 29 tháng 1 — Bầu cử sơ bộ tại Florida
- 2 tháng 2 ― Bầu cử hình thức Causus tại Maine
- 5 tháng 2 ― Siêu thứ ba: Bầu cử sơ bộ/caucus cho cả hai Đảng tại 19 tiểu bang, cộng ba cuộc bầu cử caucus của Đảng Dân chủ và một cuộc bầu cử sơ bộ của Đảng Cộng hoà

Ủy ban Quốc gia Đảng cộng hoà dưới quyền của chủ tịch Mike Duncan vào 8 tháng 11 đã bỏ phiếu 121-9 để loại bỏ phân nửa số đại biểu từ năm tiểu bang phạm quy định không được tổ chức bầu cử sơ bộ trước ngày 5 tháng 2. Các tiểu bang và số đại biểu bị mất là: Florida (57), Michigan (30), Nam Carolina (23), Wyoming (14), và New Hampshire (12). Đảng Dân chủ cũng đã bỏ phiếu loại bỏ tất cả các đại biểu từ Florida và Michigan.
Sự kiện mang tính ràng buộc đầu tiên mà một ứng viên có thể kiếm được đại biểu cho mình đến đại hội Đảng của mình, theo truyền thống, là bầu cử hình thức Caucus tại Iowa, thường được tổ chức vào đầu tháng 1 của năm bầu cử tổng thống. Theo sau là bầu cử sơ bộ tại New Hampshire, luôn luôn là cuộc bầu cử sơ bộ đầu tiên theo truyền thống và theo luật tiểu bang.
Vì hai tiểu bang này nhỏ, cuộc vận động xảy ra trong tầm mức cá nhân hơn. Kết quả là, thậm chí một ứng viên có ít ngân quỹ tranh cử và ít biết đến có thể "rao bán chính trị" để thu phục những cử tri quan tâm và giành lấy những kết quả ngoài dự đoán. Bầu cử hình thức caucus tại Iowa và sơ bộ tại New Hampshire đã tạo ra một số những tin tức trang đầu bất ngờ trong lịch sử.:
- Harry S. Truman chấm dứt vận động tái cử vào năm 1952 sau khi thua bầu cử sơ bộ tại New Hampshire.[5]
- Lyndon Baines Johnson từ bỏ tái cử năm 1968 sau khi đạt kết quả dưới mức trông đợi trong cuộc bầu cử sơ bộ tại New Hampshire.
- Pat Buchanan đứng hạng hai vào năm 1992 và thắng vào năm 1996 tại hai kỳ bầu cử sơ bộ tại New Hampshire trùng khớp với sự yếu kém của hai ứng viên tương lai là đương kim tổng thống George H. W. Bush, và Thượng nghị sĩ Bob Dole theo thứ tự. Cả Bush và Dole cuối cùng thua trong cuộc bầu cử tổng thống; Thống đốc Bill Clinton chỉ thu được 43% số phiếu phổ thông trong bầu cử tổng thống sau khi thua trong bầu cử sơ bộ tại New Hampshire năm 1992.
- John McCain, một thượng nghị sĩ từ Arizona, đánh bại George W. Bush trong bầu cử sơ bộ tại New Hampshire năm 2000 tạo một ảo tưởng như có cuộc thi tài khích khao. Tuy nhiên McCain thua cuộc bầu cử sơ bộ tại Nam Carolina chính thức kết thúc cuộc vận động tranh cử của ông năm 2000 mặc dù có chiến thắng sau đó tại Michigan và tiểu bang nhà của ông là Arizona
- John Kerry chiến thắng cả hai tại Iowa và New Hampshire trước đối thủ nặng ký là Howard Dean để đoạt vé làm ứng viên của Đảng Dân chủ.

Iowa và New Hampshire là nơi vận động tranh cử quan trọng nhất và có thể cho phép một người ngoài cuộc quật ngã một ứng viên nặng ký. Trong những lần bầu cử vừa qua, các cuộc bầu cử caucus tại Iowa và sơ bộ tại New Hampshire đã thu hút hơn phân nửa sự chú ý của giới truyền thông quốc tế và quốc gia dành cho toàn bộ tiến trình chọn lựa.
Sau bầu cử sơ bộ tại Iowa và New Hampshire, các cuộc bầu cử sơ bộ và bầu cử hình thức caucus được tổ chức tại các tiểu bang khác, Puerto Rico, các vùng quốc hải Hoa Kỳ, và Đặc khu Columbia; những ứng cử viên hàng đầu cố gắng giữ vị trí của mình trong khi các ứng viên khác nỗ lực để đứng hạng hai. Mỗi Đảng tự ấn định lịch trình và quy định của riêng mình và có vài trường hợp tự điều hành bầu cử. Tuy nhiên, để giảm thiểu chi phí và khuyến khích đi bầu, những cuộc bầu cử sơ bộ của các Đảng chính thường được tổ chức cùng ngày và có thể kết hơp với các cuộc bầu cử khác của tiểu bang.
Trong những năm vừa qua, các tiểu bang đang dần tổ chức bầu cử sơ bộ sớm. California dời bầu cử sơ bộ trở về tháng sáu vào năm 2004 mà trước đó đã dời đến tháng ba trong năm 1996. Tuy nhiên, California hiện tại có bầu cử sơ bộ vào ngày thứ ba đầu tiên trong tháng hai (5 tháng 2 năm 2008) như 24 tiểu bang khác. Ngày có nhiều tiểu bang tổ chức bầu cử sơ bộ được gọi là "Super Duper Tuesday".

## Các kiểu bầu cử sơ bộ
Quyền quyết định trong một cuộc bầu cử sơ bộ được quy định bởi Đảng chính trị tại tiểu bang mặc dù các tiểu bang có thể áp đặt thêm các quy định khác.
Gần như tất cả các tiểu bang có một cuộc bầu cử sơ bộ "ràng buộc" mà trong đó kết quả bầu cử bắt buộc một số hay toàn bộ đại biểu đến đại hội Đảng toàn quốc phải bỏ phiếu cho một ứng viên nào đó một số phiếu nhất định hoặc là ứng cử viên đó không còn miễn cưỡng các đại biểu nữa. Có một số ít các tiểu bang thực hiện bầu cử sơ bộ không ràng buộc mà có thể chọn ứng viên đến một đại hội Đảng cấp tiểu bang và rồi tại đại hội này sẽ chọn ra các đại biểu đến đại hội Đảng toàn quốc. Cả hai Đảng chính ở Hoa Kỳ đều có quy định chọn ra các siêu đại biểu.
Trong đa số các tiểu bang, chỉ có các cử tri có đăng ký với một Đảng chính trị mới có thể đầu phiếu trong một cuộc bầu cử sơ bộ và được biết với tên gọi là bầu cử sơ bộ kín. Tại vài tiểu bang, một cuộc bầu cử sơ bộ nửa kín được thực hiện mà trong đó các cử tri không có ghi danh với một Đảng phái chính trị nào có thể chọn một bầu cử sơ bộ Đảng nào đó để đi bầu. Trong một bầu cử mở, bất cứ cử tri nào cũng có thể bầu trong bất cứ một bầu cử sơ bộ của bất cứ Đảng nào. Trong tất cả các hệ thống này, một cử tri chỉ có quyền tham gia một bầu cử sơ bộ mà thôi, có nghĩa là nếu một cử tri đã bỏ phiếu cho một ứng viên tổng thống thuộc Đảng Cộng hòa thì không thể bỏ phiếu cho một ứng cử viên tổng thống thuộc Đảng Dân chủ hay ngược lại.